# Керкебет
Керкебет (або Каркабат) — місто в зобі (провінції) Ансеба, що в Еритреї, столиця однойменного району.